# 卡坦扎罗
卡坦扎罗位于意大利南部，是卡拉布里亚大区和卡坦扎罗省的首府，面积102.3平方公里，人口91,028人（2013年）。

## 名人
- 雷纳托·杜尔贝科：1975年诺贝尔生理学或医学奖获得者

## 外部連結
- Official website （页面存档备份，存于） （意大利文）